# Brienne (Saône-et-Loire)
Brienne ist eine französische Gemeinde im Département Saône-et-Loire in der Region Bourgogne-Franche-Comté. Sie gehört zum Arrondissement Louhans und zum Kanton Cuiseaux. Die Gemeinde hat 479 Einwohner (Stand 1. Januar 2022), sie werden Brenauds, resp. Brenaudes genannt.

## Geografie

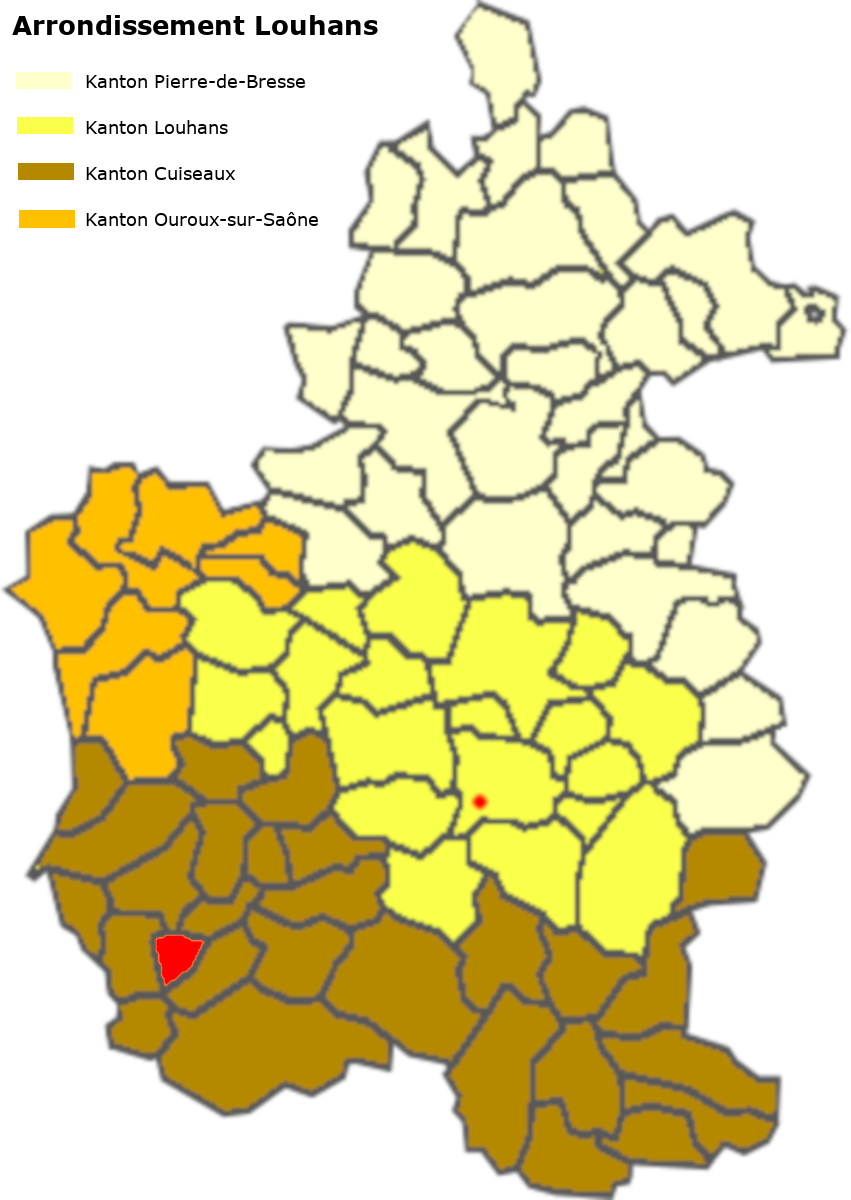
Lage der Gemeinde im Arrondissement Louhans

Die Gemeinde liegt in der Landschaft Bresse, im Südwesten des Arrondissement Louhans. Die Gemeinde ist auf drei Seiten von Wasserläufen umgeben. Die nördliche und westliche Gemeindegrenze bildet die Seille, die südliche die Sane, die in der Südwestecke in die Seille mündet. Im Norden verläuft die Departementsstraße D971 (Cuisery–Jouvençon) in West-Ost-Richtung, im Ort zweigt die Departementsstraße D975 (Cuisery–Brienne–Romenay) nach Süden ab und durchquert die Gemeinde bis zur Grenze von La Genête. Die Gemeinde weist keine Wälder oder Gehölze auf. Zur Gemeinde gehören die folgenden Weiler und Fluren: Bas-de-Brienne, l’Écluse, le Genessy, le Guidon, Lebeau, les Lioches, la Madeleine, le Molet, en Mouillevent, le Murot, la Platière, la Rente-Ragon, les Taillets, les Teppes, le Teppe-du-Loup, le Theu, en Vaillère, les Vignes.

### Klima
Das Klima in Brienne ist warm und gemäßigt. Es gibt das ganze Jahr über deutliche Niederschläge, selbst der trockenste Monat weist noch hohe Niederschlagsmengen auf. Die Klassifikation des Klimas nach Köppen und Geiger ist Cfb ((Gemäßigtes) Ozeanklima). Die Temperatur liegt im Jahresdurchschnitt bei 12,0 °C. Der wärmste Monat ist der Juli mit einer Durchschnittstemperatur von 21,1 °C, der kälteste der Januar mit 3,3 °C. Über ein Jahr verteilt summieren sich die Niederschläge auf 1111 mm, dabei ist der November mit 118 mm der niederschlagsreichste, während März als trockenster Monat 77 mm aufweist. Über das ganze Jahr werden etwa 2754 Sonnenstunden gezählt.
|                        | Jan | Feb | Mär  | Apr  | Mai  | Jun  | Jul  | Aug  | Sep  | Okt  | Nov  | Dez |   |      |
| Mittl. Temperatur (°C) | 3,3 | 4,0 | 7,5  | 11,2 | 15,0 | 19,1 | 21,1 | 20,7 | 17,0 | 12,9 | 7,4  | 4,1 | ⌀ | 12   |
| Mittl. Tagesmax. (°C)  | 6,3 | 7,7 | 12,0 | 15,7 | 19,4 | 23,8 | 25,8 | 25,5 | 21,4 | 16,9 | 10,5 | 6,9 | ⌀ | 16   |
| Mittl. Tagesmin. (°C)  | 0,7 | 0,6 | 3,2  | 6,4  | 10,3 | 14,2 | 16,2 | 15,9 | 12,8 | 9,3  | 4,5  | 1,6 | ⌀ | 8    |
|                        |     |     |      |      |      |      |      |      |      |      |      |     |   |      |
| Niederschlag (mm)      | 94  | 79  | 77   | 93   | 99   | 83   | 82   | 88   | 89   | 109  | 118  | 100 | Σ | 1111 |

| 0,7 |

| 0,6 |

| 3,2 |

| 6,4 |

| 10,3 |

| 14,2 |

| 16,2 |

| 15,9 |

| 12,8 |

| 9,3 |

| 4,5 |

| 1,6 |

| 0,7 |

| 0,6 |

| 3,2 |

| 6,4 |

| 10,3 |

| 14,2 |

| 16,2 |

| 15,9 |

| 12,8 |

| 9,3 |

| 4,5 |

| 1,6 |

## Toponymie
Die erste Erwähnung geht zurück auf das Jahr 1059, in dem Briana erwähnt wurde. Da Brienne an einer Römerstraße liegt, wird angenommen, der Ortsname gehe zurück auf das gallische Wort briva für Brücke, was zusammen mit dem lateinischen Suffix -ana für eine Gebietsbezeichnung zu briv-ana und briana geführt hat. Der Name bedeutet somit bei der Brücke (über die Seille).

## Geschichte
Die Römerstraße zwischen Tournus und Louhans führte in Brienne vorbei. Die Mönche von Tournus gründeten 1059 ein benediktinisches Priorat in Le Château (südlich des Ortes, heute Rue de Vallière, 100 Meter von der D975 entfernt), das 1365 wieder aufgegeben wurde.
Die Ursprünge der Kirche von Brienne gehen auf das 12. Jahrhundert zurück, die heutige Kirche wurde jedoch erst 1443 der Heiligen Maria Magdalena geweiht. 1884 wurde die Kirche restauriert und vergrößert. Mit der Revolution wurde Brienne für den Gottesdienst Cuisery zugeteilt, das Pfarrhaus wurde konfisziert und verkauft. Erst 1856 wurde wieder ein eigener Pfarrer eingesetzt. Die Kirche besaß ursprünglich einen Glockenturm, der hätte renoviert werden müssen. Da Ende des 19. Jahrhunderts nicht genügend Geld für die Renovation gesammelt werden konnte, wurde er abgerissen. 1994 wurde eine Totalsanierung vorgenommen, da das Gebäude unter den Vibrationen von der Hauptstraße stark gelitten hatte und einzustürzen drohte.
Nach der Schlacht bei Waterloo erlebte Brienne schwere Zeiten, die Bevölkerung musste 9000 Österreicher verpflegen, die ihr Lager in Brienne errichtet hatten. Zwischen 1905 und 1940 prosperierte die Gemeinde, zahlreiche Handwerker und Kaufleute hatten sich niedergelassen, Brienne verfügte seit 1906 über einen Bahnhof der Linie Tournus–Louhans, der der Wirtschaft förderlich war. Ende des 19. Jahrhunderts wurde eine Schleuse in der Seille gebaut, die 2006 abgebrochen wurde. Im Zweiten Weltkrieg wurde die Brücke über die Seille durch deutsche Truppen zerstört und während mehrerer Jahre konnte der Fluss nur mit einer Fähre überquert werden. 1838 bestanden eine Mühle, eine Ziegelei und eine Station der Pferdepost, zudem wurde Wein angebaut. 1856 wurde das heutige Pfarrhaus gebaut, 1868 die Knabenschule (heute Gemeindesaal) und 1886 die Mädchenschule (heutiges Schulgebäude). 1988 bestanden 11 Landwirtschaftsbetriebe.

### Heraldik
Die Gemeinde benutzt ein Wappen, das an dasjenige von Raoul I. de Brienne angelehnt ist. Der Unterschied liegt einzig darin, dass die Gemeinde nur das Vorderteil des steigenden Löwen abbildet, während Raoul de Brienne den ganzen Löwen darstellt. Im Übrigen hat die Familie de Brienne mit der Gemeinde Brienne im Département Saône-et-Loire eigentlich nichts zu tun, außer der Bezeichnung Brienne. Die Familie der de Brienne stammte aus Brienne-le-Château in der Champagne-Ardenne.
Die vier Felder des Wappens übernehmen denn auch die Wappen der Franche-Comté in Feld 1 und 4 sowie der Champagne in den Feldern 2 und 3. Dass dann auch noch das Wappen des Königreich Jerusalem im Herzschild auftaucht geht eindeutig auf Raoul I. de Brienne zurück. Das Wappen ist deshalb mit Vorsicht anzuwenden.

## Bevölkerung
| Brienne: Einwohnerzahlen von 1793 bis 2020 | Brienne: Einwohnerzahlen von 1793 bis 2020 | Brienne: Einwohnerzahlen von 1793 bis 2020 | Brienne: Einwohnerzahlen von 1793 bis 2020 | Brienne: Einwohnerzahlen von 1793 bis 2020 |
| --- | ------------------------------------------ | ------------------------------------------ | ------------------------------------------ | ------------------------------------------ |
| Jahr |                                            |                                            |                                            | Einwohner                                  |
| 1793 | 1793                                       |                                            | 491                                        | 491                                        |
| 1800 | 1800                                       |                                            | 504                                        | 504                                        |
| 1806 | 1806                                       |                                            | 500                                        | 500                                        |
| 1821 | 1821                                       |                                            | 517                                        | 517                                        |
| 1831 | 1831                                       |                                            | 550                                        | 550                                        |
| 1836 | 1836                                       |                                            | 556                                        | 556                                        |
| 1841 | 1841                                       |                                            | 580                                        | 580                                        |
| 1846 | 1846                                       |                                            | 584                                        | 584                                        |
| 1851 | 1851                                       |                                            | 602                                        | 602                                        |
| 1856 | 1856                                       |                                            | 623                                        | 623                                        |
| 1861 | 1861                                       |                                            | 609                                        | 609                                        |
| 1866 | 1866                                       |                                            | 618                                        | 618                                        |
| 1872 | 1872                                       |                                            | 552                                        | 552                                        |
| 1876 | 1876                                       |                                            | 563                                        | 563                                        |
| 1881 | 1881                                       |                                            | 549                                        | 549                                        |
| 1886 | 1886                                       |                                            | 542                                        | 542                                        |
| 1891 | 1891                                       |                                            | 534                                        | 534                                        |
| 1896 | 1896                                       |                                            | 516                                        | 516                                        |
| 1901 | 1901                                       |                                            | 506                                        | 506                                        |
| 1906 | 1906                                       |                                            | 503                                        | 503                                        |
| 1911 | 1911                                       |                                            | 486                                        | 486                                        |
| 1921 | 1921                                       |                                            | 421                                        | 421                                        |
| 1926 | 1926                                       |                                            | 415                                        | 415                                        |
| 1931 | 1931                                       |                                            | 408                                        | 408                                        |
| 1936 | 1936                                       |                                            | 394                                        | 394                                        |
| 1946 | 1946                                       |                                            | 345                                        | 345                                        |
| 1954 | 1954                                       |                                            | 307                                        | 307                                        |
| 1962 | 1962                                       |                                            | 278                                        | 278                                        |
| 1968 | 1968                                       |                                            | 268                                        | 268                                        |
| 1975 | 1975                                       |                                            | 286                                        | 286                                        |
| 1982 | 1982                                       |                                            | 275                                        | 275                                        |
| 1990 | 1990                                       |                                            | 314                                        | 314                                        |
| 1999 | 1999                                       |                                            | 311                                        | 311                                        |
| 2006 | 2006                                       |                                            | 365                                        | 365                                        |
| 2009 | 2009                                       |                                            | 438                                        | 438                                        |
| 2014 | 2014                                       |                                            | 476                                        | 476                                        |
| 2020 | 2020                                       |                                            | 466                                        | 466                                        |
| Quelle(n): EHESS/Cassini bis 2006, ab 2009 INSEE Anmerkung(en): • Ab 1962 offizielle Zahlen ohne Einwohner mit Zweitwohnsitz • Höchste Einwohnerzahl 1856 mit 623, tiefste Einwohnerzahl 1968 mit 268 (43,0 % vom Maximum) |                                            |                                            |                                            |                                            |

| Bevölkerungsstruktur | Anzahl Einwohner | männlich | weiblich | davon Ausländer | Anteil % |
| -------------------- | ---------------- | -------- | -------- | --------------- | -------- |
|                      | 473              | 241      | 237      | 8               | 1,7      |

| Männer | Alterstufe | Frauen |
| ------ | ---------- | ------ |
| 0      | 90 + älter | 2      |
| 22     | 75–89      | 28     |
| 41     | 60–74      | 37     |
| 51     | 45–59      | 55     |
| 45     | 30–44      | 43     |
| 35     | 15–29      | 25     |
| 45     | 0–14       | 42     |

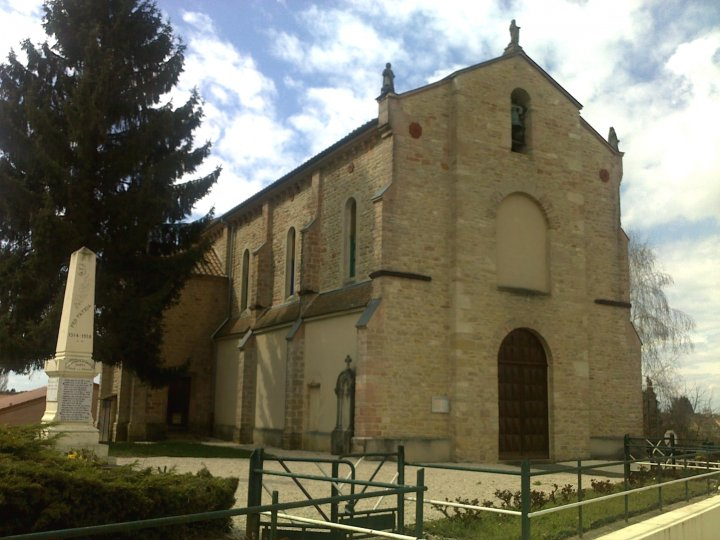
Kirche Sainte-Madeleine von Brienne Glockenturm unsichtbar

Die Bevölkerungsstruktur zwischen Männern und Frauen ist ausgeglichen, wobei 50 % der Bevölkerung jünger als 45 Jahre sind. Gleichzeitig beträgt der Anteil der Jugendlichen bis 15 Jahre 18 %. Demgegenüber beträgt der Anteil der über 60-Jährigen 27 %. Diese Struktur dürfte auf die Tatsache zurückzuführen sein, dass seit 1999 dank einer regen Bautätigkeit die Wohneinheiten um 45 % zugenommen haben. Dadurch dürfte ein starker Zuzug von jungen Familien mit Kindern erfolgt sein.
| Wohnstruktur               | Anzahl Wohneinheiten | davon Häuser | Wohnungen | sonstige |
| -------------------------- | -------------------- | ------------ | --------- | -------- |
|                            | 242                  | 239          | 3         |          |
| davon Hauptwohnsitz        | 200                  |              |           |          |
| Zweit- oder Ferienwohnsitz | 13                   |              |           |          |
| vakant                     | 29                   |              |           |          |

## Wirtschaft und Infrastruktur

### Unternehmen, Betriebe, Ladengeschäfte und Einrichtungen
In der Gemeinde befinden sich nebst Mairie und Kirche folgende Unternehmen nach Branchen:
| Branche                                                           | Anzahl Betriebe |
| ----------------------------------------------------------------- | --------------- |
| Industrie und verarbeitendes Gewerbe                              | 2               |
| Baugewerbe                                                        | 1               |
| Groß- und Einzelhandel, Verkehr, Beherbergung und Gastronomie     | 11              |
| Information und Kommunikation                                     |                 |
| Finanz- und Versicherungsdienstleistungen                         | 3               |
| Grundstücks- und Wohnungswesen                                    |                 |
| Freiberufliche, wissenschaftliche und technische Dienstleistungen | 5               |
| Öffentliche Verwaltung, Unterricht, Gesundheits- und Sozialwesen  | 2               |
| Sonstige Dienstleistungen                                         | 3               |
| Land- und Forstwirtschaftsbetriebe                                | 2               |

In der Gemeinde befindet sich lediglich eine Schreinerei/Zimmerei, ein Restaurant und ein Pétanqueplatz. Mit den Gütern des täglichen Bedarfs versorgen sich die Einwohner in Cuisery oder Tournus.

### Geschützte Produkte in der Gemeinde
Als AOC-Produkte sind in Brienne Crème et beurre de Bresse zugelassen, ferner Volaille de Bresse und Dinde de Bresse.

### Bildungseinrichtungen
In der Gemeinde besteht eine École primaire (École maternelle und École élémentaire), die der Académie de Dijon untersteht und von 42 Kindern besucht wird. Für die Schule gilt der Ferienplan der Zone A.